# Manustvätt
Manustvätt är ett uttryck inom bok- och texthantering. Det innebär att en redaktör går igenom en författares manuskript och kontrolläser och korrigerar det med särskild hänsyn till dess yttre form.
För en bok kan det gälla att kapitlen i yttre avseende skall göras likformiga, till exempel vad gäller rubrikernas utseende, uppställning med mera, att förkortningar görs likformiga, att onödiga mellanslag avlägsnas, och att kursiveringar införs eller tas bort på ett likartat sätt i alla kapitel. Manustvätten innebär också att redaktören går in i själva texten och avlägsnar oavsiktliga dubbelskrivningar, grammatiska fel, stavfel och så vidare, och ser till att kommateringen blir korrekt eller delar upp långa, kompakta svårlästa textstycken i mindre. Många gånger gäller det att se till att författaren når fram med sitt budskap så att inte språket är oklart.
Tvättning av manuskript är en central redaktionell uppgift vid framställning av en bok eller tidskrift och förekommer även i samband med annan texthantering för publicering – exempelvis av film- eller teatermanus.